# گاسفیلمافوند
گاسفیلمافوند (روسی: Госфильмофонд) یک بایگانی فیلم دولتی در روسیه است. گاسفیلمافوند، بایگانی اصلی فیلم در فدراسیون روسیه و عضو فدراسیون بین‌المللی بایگانی فیلم است. گاسفیلمافوند یک مؤسسه فرهنگی دولتی است - متصدی نگهداری فیلم و سایر آثار تصویری هنری که در زمینه جمع‌آوری، تولید خلاقانه، فعالیت‌های فرهنگی و آموزشی، پژوهشی، روش‌شناختی و اطلاعاتی در زمینه فیلم و فیلم‌سازی متعهد است. مجموعه نگهداری‌شده در گاسفیلمافوند شامل چند فیلم تاریخی آمریکایی است. مدیرکل این مجموعه، «نیکُلای مالاکوف» است.